# Sarcotrochila macrospora
Sarcotrochila macrospora är en svampart som beskrevs av Ziller & A. Funk 1973. Sarcotrochila macrospora ingår i släktet Sarcotrochila och familjen Hemiphacidiaceae.   Inga underarter finns listade i Catalogue of Life.